# Eugenia Maria Cegielska

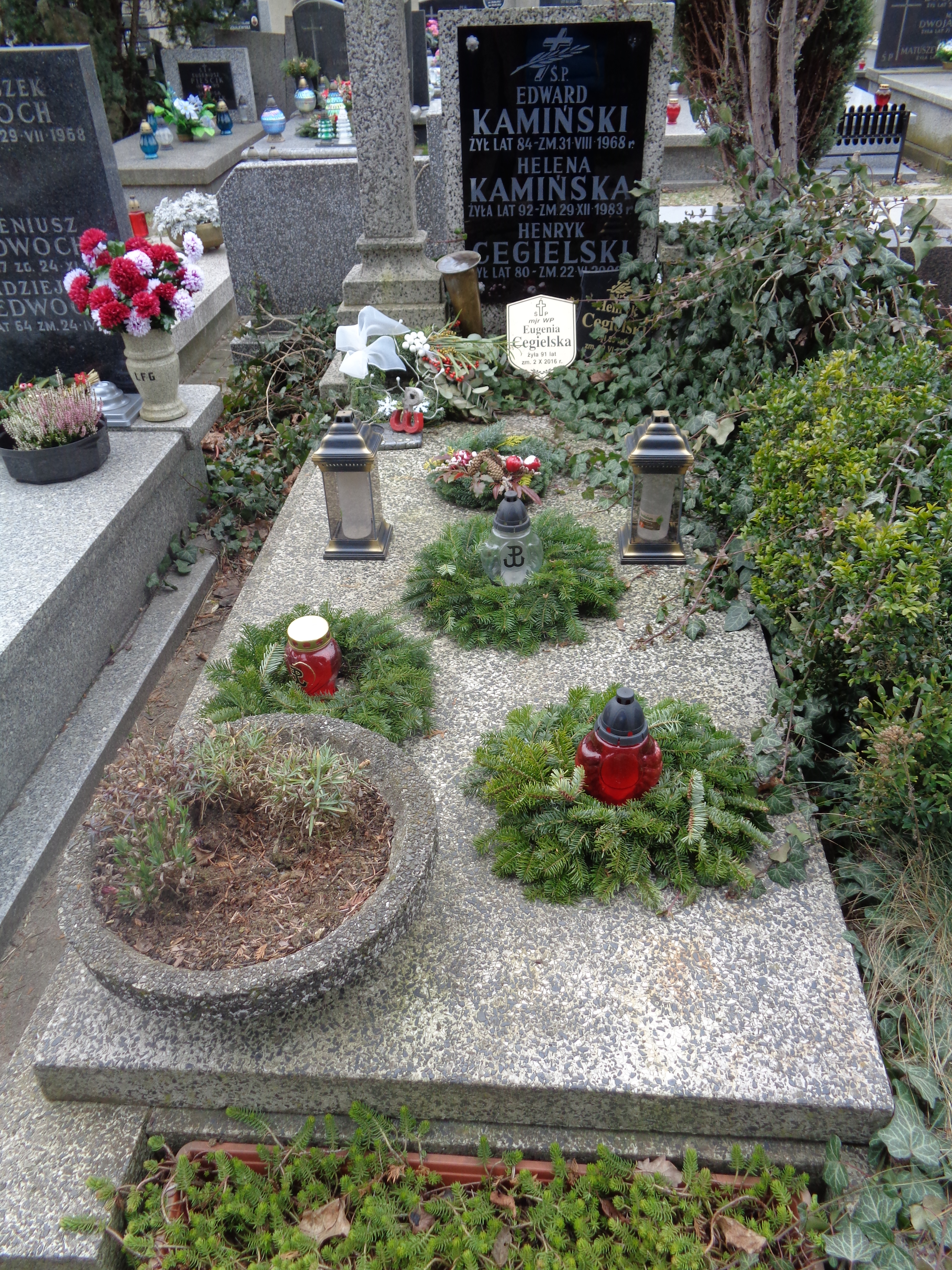
Grób Eugenii Cegielskiej na wojskowych Powązkach

Eugenia Maria Cegielska z domu Kamińska ps. „Anita” (ur. 10 grudnia 1925 w Warszawie, zm. 2 października 2016) – polska działaczka podziemia niepodległościowego w czasie II wojny światowej, żołnierz Armii Krajowej, uczestniczka powstania warszawskiego, działaczka kombatancka w ramach Światowego Związku Żołnierzy Armii Krajowej, major WP w stanie spoczynku.

## Życiorys
Jej ojciec prowadził sklep obuwniczy przy ul. Świętokrzyskiej w Warszawie. W czasie okupacji niemieckiej działała w konspiracji niepodległościowej. Była członkiem Narodowej Organizacji Wojskowej (NOW). Przed powstaniem warszawskim uczęszczała na kursy łączności, sanitarny i wojskowy. W powstaniu warszawskim brała udział jako kapral w batalionie „Iwo” – Podobwódu „Sławbor” – Obwód „Radwan” – AK, a następnie batalionie „Ostoja”. W powstaniu warszawskim brali udział również jej bracia i siostra Krystyna Kamińska ps. „Ksenia” (zginęła 6 września 1944). Po powstaniu trafiła do niewoli niemieckiej; była jeńcem Stalagu X B Sandbostel, a następnie Stalagu VI C w Oberlangen. Po wyzwoleniu była żołnierzem 1 Dywizji Pancernej gen. Stanisława Maczka.
Była działaczką kombatancką, członkiem władz naczelnych Światowego Związku Żołnierzy Armii Krajowej oraz członkiem Rady Kombatanckiej przy Szefie Urzędu ds. Kombatantów i Osób Represjonowanych, a także członkiem Prezydium Zarządu Głównego Krajowego Związku Byłych Żołnierzy Polskich Sił Zbrojnych na Zachodzie. Zmarła 2 października 2016 i została pochowana na Cmentarzu Wojskowym na Powązkach w Warszawie (kwatera 38A-7-16).

## Odznaczenia
M.in.:
- Krzyż Oficerski Orderu Odrodzenia Polski (2000)[7],
- Krzyż Kawalerski Orderu Odrodzenia Polski[3],
- Krzyż Armii Krajowej[2],
- Krzyż Partyzancki[3],
- Medal za Warszawę 1939–1945[3],
- Medal „Pro Patria” (2012)[8],
- Medal „Pro Memoria”[3],
- Odznaka „Za Zasługi dla ŚZŻAK”[3].